# Resolution ResAP(2003)2 on tattoos and permanent make-up
Die Resolution ResAP(2003)2 on tattoos and permanent make-up (übersetzt: „Entschließung ResAP(2003)2 über Tätowierungen und Permanent Make-up“) für Tattoofarben für Tätowierungen und Permanent Make-up wurde vom Europarat am 19. Juni 2003 verabschiedet. Sie enthält eine Liste von Substanzen, die in den Farben nicht nachweisbar sein sollen. Sie war Anlass für Gesetzgebungen unter anderem in den Niederlanden. Sie wurde von der Resolution ResAP(2008)1 on requirements and criteria for the safety of tattoos and permanent make-up vom 20. Februar 2008 abgelöst.